# Mixed Hockeyclub MEP
Mixed Hockey Club 'Mea Est Pila' (kortweg MEP) uit Boxtel (Noord-Brabant) is opgericht op 16 december 1930.

## Geschiedenis
Mea Est Pila staat voor ‘de bal is aan mij’, en dat is een beroemd Latijns citaat uit de Truculentus van Plautus. Vrij vertaald betekent het: ‘Ik heb gewonnen’. In 1935 werd voor deze naam gekozen, nadat de Boxtelse hockeyclub sinds het oprichtingsjaar achtereenvolgens EBHC en SOS had geheten.
De heren van MEP waren er in het eerste seizoen van de Hoofdklasse bij toen deze zich formeerde. Na meerdere promoties en degradaties tussen Hoofd- en Overgangsklasse (1986 en 1991) promoveerden de heren in 1999 naar de Hoofdklasse en in 2000 volgde meteen degradatie uit de Hoofdklasse. Sindsdien speelden de heren in de Overgangsklasse, maar degradeerden in 2006 verder naar de Eerste klasse. In 2007 werd meteen het kampioenschap behaald in de Eerste klasse poule C en promoveerden daardoor weer naar de Overgangsklasse. In 2009 konden de heren zich echter weer melden in de Eerste klasse door een voorlaatste plaats in de Overgangsklasse B.
De dames speelden aanvankelijk Overgangsklasse maar degradeerden in 2007 naar de Eerste klasse. Zij werden in het seizoen 2010/11 kampioen in de Eerste klasse C en promoveerden weer terug naar de Overgangsklasse.
Het complex is gelegen op het gemeentelijk sportpark Molenwijk, dat ingeklemd ligt tussen bossen en vennen. De club telt één waterveld, één semiwaterveld en één zandingestrooid kunstgrasveld alsmede het eerste mini-waterveld van Nederland.

## (Oud-)internationals van MEP
- Jeroen Delmee
- Cees van Geel
- Renske van Geel
- Piet-Hein Geeris
- Jos Jilessen
- Sander van der Weide
- Jelle Galema
- Glenn Schuurman
- Roel Bovendeert

## Erelijst
- Silver Cup
  - Heren:  2017

- Landskampioen zaalhockey
  - Heren: 1977, 1978, 1979